# Mohamed Faleh
Mohamed Faleh, né en 1944 au Maroc, est un tueur en série français. Il est auteur d’au moins trois assassinats et d’une tentative d’assassinat, entre 1995 et 1999,,.
Surnommé « Bouraba » par ses proches, la presse lui donne le nom de « tueur à la hache », du fait de sa manière de tuer ses victimes.

## Biographie
Mohamed Faleh naît en 1944 au Maroc.
Il se marie dans les années 1960 et fonde une famille modeste.
En 1970, à 26 ans, Faleh quitte le Maroc pour s’installer en France, en quittant sa famille. Il s’établit à Montbéliard, où il est embauché dans une usine de métallurgie. Faleh est décrit comme un ouvrier calme et exemplaire,.
Faleh aime collectionner les conquêtes féminines. Il plaisante même à ses amis, en déclarant ne pas connaître le refus d’une femme. Ses amis le surnomment « Bouraba »,,.
Faleh est passionné des Bars PMU. Lors de parties de poker, ses amis le surprennent en train de tricher. Pris sur le fait, Faleh demeure constamment surveillé lors de parties et perd à de nombreuses reprises. Il se retrouve alors endetté, au point de devoir 150 000 francs, en 1997.

### Les faits et l’enquête
Le 29 septembre 1995, Faleh croise Anna Ratti, 82 ans, dans une banque d’Audincourt et la voit en train de retirer 15 000 francs. Après que la vieille dame ait quitté les lieux, Faleh la suit et pénètre dans son domicile. Il saisit un couteau de sa poche et tue la vieille dame par égorgement. Faleh vole ensuite un chèque de la vieille dame, à hauteur de 15 000 francs, destiné à payer la pierre tombale du défunt mari de la victime. Faleh dissimule le corps sous la voiture de la victime et quitte les lieux, laissant le couteau sur place. C'est un enfant qui découvrira le corps, après que celui-ci ait accidentellement envoyé son ballon dans le garage. Une enquête pour assassinat est alors ouverte et se focalise directement sur le retrait de la victime à la banque. Le système de vidéosurveillance permet d’identifier Faleh au moment où Anna Ratti effectuait son retrait. Placé en garde à vue, Faleh nie toute implication dans l’assassinat de la vieille dame et nie s’être présenté à la banque. Il est alors présenté à un témoin, en vue d’une reconnaissance, mais celui-ci refuse de reconnaître Faleh. N’ayant aucun autre élément contre Faleh, celui-ci est relâché,.
Dans la nuit du 16 au 17 novembre 1998, Faleh rôde dans un parking de Belfort. Il repère Mohamed Sellami, 67 ans, et le tue dans le dos, à coup de hache et de couteau. A la suite de son crime, Faleh vole l’argent de sa victime et quitte les lieux, en laissant les armes sur place. Le corps de la victime est découvert le lendemain, à 8 heures du matin. Sur les lieux du crime sont découverts les effets personnels souillés de la victimes. Un chauffeur routier, garé sur le parking, est soupçonné du crime, du fait de sa proximité géographique : 30 mètres. Celui-ci est réveillé en sursaut par les policiers faisant irruption dans son fourgon. Placé en garde à vue, le chauffeur affirme être arrivé vers 2 heures et s’être couché vers 4 heures, après avoir lu un livre. Ses vêtements n’étant pas tâchés de sang, le suspect est relâché. Parmi les proches de Sellami, les enquêteurs soupçonnent Niassa d’avoir eu une jalousie à son égard. Dans son appartement sont découvertes des tâches brunâtres. Niassa et son petit-ami sont placés en garde à vue, mais nient être à l’origine du meurtre. Les analyses effectuées sur les tâches se revellent être des traces de peinture. Les deux suspects sont donc relâchés,,.
Le 28 février 1999, Faleh invite Abdelkader Chamrouki, 61 ans, à son appartement de Sochaux. Ayant emprunté 6 000 francs à Chamrouki, Faleh feint de lui rembourser la somme d’argent et le tue dans le dos, à coups de hache. Il démembre ensuite le corps de la victime, avant de le disperser dans cinq sacs poubelles. A la suite de cela, Faleh jette les morceaux de corps dans le jardin d’un bâtiment en construction de la ville. Il rentre ensuite chez lui pour nettoyer toute trace de sang, susceptible de remonter jusqu’à son crime. Le fils de Chamrouki s'inquiète de la disparition de son père et décide de la signaler. Aucune enquête n'est cependant ouverte, la victime venant de disparaître,,,.
Dans la nuit du 3 au 4 mars 1999, Faleh aborde Max, 31 ans, et l’emmène à son appartement de Sochaux, en prétendant vouloir lui vendre du cannabis. Max accepte l’offre pour un montant de 3 500 francs et décide de le suivre. Après s’être assuré que Max possède cet argent, Faleh brandit un vieil annuaire, en feignant posséder le cannabis pour l’intermédiaire d’un tiers dont il ignore le numéro de téléphone. Max cherche alors le numéro de téléphone dans l’annuaire, avant de recevoir un coup de hache dans le dos, de la part de Faleh. Choqué de la situation, Max demande à Faleh la raison de ce coup, lequel lui dit de se taire. A la suite d’un second coup porté par Faleh, au niveau du cou, Max parvient à s’échapper de l’appartement. Il cours alors jusqu’au café du commerce et dénonce Faleh au gérant, qui le connaît pour avoir été un ancien client renvoyé du bar. A la suite de son crime, Faleh prend la fuite et entame une cavale. Transféré dans un état grave, Max est hospitalisé, mais survit miraculeusement à ses blessures. Lorsqu’il est auditionné, Max raconte avoir été agressé par Faleh en pleine rue. Les gendarmes doutent de cette version, dans la mesure où aucune tâche sérieuse de sang n’ait été découverte sur la route. En revanche, lorsque les policiers perquisitionnent l’appartement de Faleh, ceux-ci demeurent convaincus que Max a été agressé par Faleh. Le fugitif est alors recherché,,.
L’enquête prend une autre tournure, le 5 mars 1999, après la découverte d’un corps démembré dans une poubelle à gravats de la ville. L’autopsie conclut à une mort par un objet contondant pouvant correspondre à une hache et un couteau de boucher. Les enquêteurs font un rapprochement entre la découverte et la disparition d’Abdelkader Chamrouki,,.

### Arrestation, incarcération et mise en cause partielle
Le 6 mars 1999, Faleh se présente de lui-même au commissariat de Montbéliard. Il affirme avoir agressé Max par légitime défense car celui-ci aurait tenté de le tuer à coup de hache. Les gendarmes doutent fortement du cette version, du fait de l’attitude de Faleh, et décident de le placer en garde à vue : selon eux, le fait qu’il soit parti plus de 48 heures correspond à une personne ayant des choses à se reprocher. De son côté, Max est également ré-interrogé, mais est de nouveau mis à défaut lorsqu’il raconte avoir été agressé en pleine rue. Convaincus qu’il est bien la victime, les gendarmes le poussent à dire la vérité, sous prétexte de devoir relâcher Faleh, soupçonné d’assassinat. A la suite de cela, Max avoue être allé chez Faleh car celui-ci lui proposait du cannabis à prix raisonnable. Il avoue avoir été attaqué de dos, alors qu’il cherchait un numéro de téléphone à la demande de Faleh. Au vu de son jeune âge, Max avoue avoir réussi à prendre la fuite pour alerter le bar voisin,,.
Malgré la version de Max, Faleh maintient sa version de légitime défense. Les traces de coups sur Max permettent cependant de déterminer que Faleh était déterminé à la tuer, alors que Faleh ne présente aucune trace de lésions. En garde à vue, Faleh est également interrogé sur la récente découverte de corps. Il est alors surpris, mais nie également en être à l’origine. Les gendarmes sont alors convaincus que Faleh ignorait la découverte du corps de Chamrouki, lorsque celui-ci s’est présenté au commissariat,,.
Le 8 mars 1999, Faleh est mis en examen pour tentative d’assassinat à l’encontre de Max puis placé en détention provisoire, à la Maison d'Arrêt de Montbéliard. Sa garde à vue est cependant levée concernant l’assassinat de Chamrouki car aucun élément ne l’incrimine. Max, quant à lui, est relâché et innocenté de tout soupçon,,.
Convaincus que Faleh est l’auteur de l’assassinat de Chamrouki, les enquêteurs perquisitionnent son appartement. Ils y découvrent des tâches de sang que Faleh semble avoir voulu nettoyer. Celles-ci sont prélevées et comparées avec l’ADN de Chamouki,.
En avril 1999, les résultats des analyses tombent : le sang retrouvé chez Faleh correspond bien à celui de Chamrouki. Placé en garde à vue, Faleh affirme ne pas avoir vu Chamrouki depuis une vingtaine d’années et nie être à l’origine du meurtre. Il nie également avoir démembré le corps de la victime et affirme ne pas connaître le lieu de découverte du corps. A l’issue de sa garde à vue, Faleh est mis en examen pour assassinat et « atteinte à l’intégrité d’un cadavre », sur la personne de Chamrouki, puis reconduit à la Maison d'Arrêt de Montbéliard,.
En exhumant les antécédents de Faleh, les enquêteurs découvrent que celui-ci a déjà été suspecté dans une autre affaire d’homicide : l’assassinat d’Anna Ratti, en 1995. Ils font rapidement un rapprochement avec les faits de 1999, après avoir découvert que la victime a été décapitée par un objet contondant. En se renseignant sur la garde à vue de Faleh, les enquêteurs découvrent qu’un témoin a refusé de le reconnaître, probablement par peur de représailles de celui-ci. Lorsqu’ils ré-interrogent ce témoin, celui-ci réfute dans un premier temps la présence de Faleh à la banque. Les gendarmes décident alors de le prévenir du fait que celui-ci soit en détention. Le témoin change alors de version et confirme que Faleh se trouvait dans la banque, juste avant le crime,.
Le 5 février 2001, Faleh est extrait de la Maison d'Arrêt de Montbéliard. Il est placé en garde à vue pour le meurtre d’Anna Ratti, mais nie en être à l’origine. Il est de nouveau présenté au témoin, qui le reconnaît formellement. A l’issue de sa garde à vue, Faleh est mis en examen pour assassinat et « atteinte à l’intégrité d’un cadavre », sur la personne d’Anna Ratti, puis reconduit à la Maison d'Arrêt de Montbéliard,.
Concernant l’assassinat de Sellami, la juge d’intruction estime, en 2001, que les charges sont insuffisantes à l’encontre Faleh et refuse de le mettre en examen pour cette affaire,.

### Jugement dans les affaires Max et Chamrouki
Le 24 mars 2003, débute le procès de Faleh, devant la Cour d’assises de Besançon (Doubs), pour l’assassinat d’Abdelkaker Chamrouki et tentative d’assassinat de Max,,.
L’accusé, âgé de 59 ans, nie toujours les faits et apparaît avec une attitude « provocatrice » et « méprisante ». A la barre, Max décrit Faleh tel qu’un « homme aux yeux du diable » et lui adjure de dire la vérité. Faleh refuse de reconnaître sa culpabilité et traite sa victime de menteur. Concernant l’assassinat de Chamrouki, il crie à l’erreur judiciaire et au complot lorsque lui présente la trace de son sang de celui-ci dans l’armoire de Faleh. Il est établit que les motivations de Faleh à tuer ses victimes sont liées à un différend financier. Il est alors décrit comme un tueur en série avec un risque évident de récidive, s’il venait à se retrouver dans des situations similaires,,.
Le 28 mars 2003, Faleh est condamné à la réclusion criminelle à perpétuité,,.
Faleh interjette appel de sa condamnation, mais sa peine de réclusion criminelle à perpétuité est alourdie d’une période de sûreté de 22 ans,,,.

### Jugement dans l’affaire Anna Ratti
Le 24 novembre 2004, débute le procès de Faleh, devant la Cour d’assises de Besançon, pour l’assassinat d’Anna Ratti,,.
A la barre, Faleh nie avec véhémence ce meurtre vieux de neuf ans. Appelé à témoigner, le témoin de la banque confirme la présence de Faleh juste avant le crime. Un ancien codétenu de l’accusé témoigne également des confidences faites par Faleh, alors qu’ils étaient incarcérés à la Maison d’arrêt de Montbéliard. Celui-ci ajoute également que Faleh lui a confié avoir tué deux autres personnes, sans donner le nom de ses victimes. De la même manière qu’au précédent jugement, Faleh traite les témoins de menteurs et nie s’être rendu à la banque au moment des faits,,.
Le 26 novembre 2004, il est condamné à la réclusion criminelle à perpétuité,,.

### Mise en examen 11 ans après les faits
En 2009, alors que Faleh est détenu depuis 10 ans, une nouvelle juge d’instruction est nommée concernant l’assassinat de Sellami, en 1998. Celle-ci décide d’entreprendre de nouvelles expertises génétiques pour retrouver l’ADN de l’auteur. Les scellés sont alors envoyés en analyses, mais aucun ADN n’est retrouvé,,.
La juge se penche alors sur le comportement de Faleh le jour du crime et découvre qu’il a payé un taxi, à hauteur de 500 francs. Auditionné, le taxi affirme avoir été entonné de voir que Faleh possédait autant d’argent alors qu’il n’en a pas l’habitude. Il raconte même avoir questionné Faleh sur le sujet, lequel avait répondu avoir gagné dans un jeu à gratter du bar de Sellami. Les enquêteurs vérifient les gains d’argents du bar, mais ne découvrent aucun gain à l’encontre de Faleh,,.
Le 30 novembre 2009, Faleh est de nouveau placé en garde à vue pour l’assassinat de Sellami, commis 11 ans auparavant. Il nie, comme à son habitude, les faits qui lui sont reprochés et maintient avoir gagné les 500 francs lors d’un grattage de jeu. La juge d’instruction retient quatorze charges à son encontre et le met en examen pour assassinat sur la personne de Mohamed Sellami. Faleh est reconduit à la Maison centrale de Saint-Martin-de-Ré, où il purge sa peine depuis plusieurs années,,,,.
Malgré l’absence de son ADN, la juge d’instruction décide, le 27 août 2014, de renvoyer Faleh devant la Cour d’assises de Vesoul,.

### Jugement dans l’affaire Mohamed Sellami
Le 12 octobre 2015, débute le procès de Faleh, devant la Cour d’assises de Vesoul (Haute-Saône), pour l’assassinat de Sellami,, ,.
Désormais âgé de 71 ans, Faleh apparaît tel qu’un « vieil homme endurci » et « méprisant ». L’accusé nie toujours les faits qui lui sont reprochés et crie de nouveau à l’erreur judiciaire. Ses avocats insistent sur l’absence de l’ADN de Faleh sur la scène de crime. Appelé à la barre, le fils de la victime témoigne d’une altercation entre Faleh et Sellami, peu avant les faits, qui avait value à l’accusé d’être renvoyé de bar, du fait de son comportement. Appelé à son tour, le chauffeur de taxi réitère son témoignage sur Faleh, dans lequel celui-ci lui affirmait avoir gagner un billet de 500 francs en jouant à un jeu à gratter de ce même bar ; ce qui a été confirmé comme étant un mensonge de Faleh. La Cour ne croit pas au fait que Faleh est pu gagner un billet dans un bar dont il avait été renvoyé peu avant les faits. Elle requiert alors la réclusion criminelle à perpétuité. De leur côté, les avocats de Faleh mettent en valeur les zones d’ombre concernant ce meurtre vieux de 17 ans : l’absence d’ADN, un doute sur la présence de Faleh et le fait que l’argent volé n’ai jamais été retrouvé,,,.
Le 15 octobre 2015, Faleh est condamné à la réclusion criminelle à perpétuité,,,.

### Vie en prison
Libérable depuis 2021, Faleh est toujours incarcéré à cette date. Il fait alors partie des détenus les plus âgés de France,.